# 2.º Regimiento Antiaéreo (pesado motorizado)
El 2.º Regimiento Antiaéreo (pesado motorizado) (2. Flak-Regiment (Sw. mot.)) fue una unidad de la Luftwaffe durante la Segunda Guerra Mundial.

## Historia
Fue formado el 15 de noviembre de 1938 en Berlín-Lankwitz con 11 - 13 Baterías.
La 14./12° se formó en 1942, a partir de la 5./212º Batallón Antiaéreo Pesado (v).
Destruido en agosto de 1943:
- III/12 se convirtió en 558º Batallón Antiaéreo de Proyectores (v).
- 14./12 se convirtió en 2./318º Batallón Antiaéreo de Proyectores (v).

## Servicios
- noviembre de 1938 - agosto de 1939: bajo el I Comando de Defensa Aérea.
- 1939 - 1940: bajo el III Comando Aéreo.
- septiembre de 1940 - julio de 1942: bajo el II./1º Regimiento Antiaéreo de Proyectores.
- diciembre de 1942: en Turín/Italia.